# سیدی عنتری
سیدی عنتری (به عربی: سيدي العنتري) یک شهرداری در الجزایر است که در استان تسمسیلت واقع شده‌است.